# بنای یادبود مینین و پوزارسکی
بنای یادبود مینین و پوژارسکی (روسی: Па́мятник Ми́нину и Пожа́рскому مجسمه برنزی است که توسط ایوان مارتوس طراحی شده و در میدان سرخ مسکو، روسیه، روبروی کلیسای جامع سنت باسیل قرار دارد. این مجسمه یادبود دو قهرمان ملی روسیه، شاهزاده دیمیتری پوژارسکی و کوزما مینین، است که در سال ۱۶۱۲ قیامی مردمی را سازماندهی کردند که در نهایت منجر به پایان اشغال مسکو توسط لهستان در جریان مداخله لهستان در روسیه شد و بدین ترتیب به دوران مشکلات پایان داد.

## پارامترها
ارتفاع این بنای یادبود (با پایه) ۸٫۷۵ متر و وزن مجسمه برنزی ۱۸ تن است.

## تاریخچه

بنای یادبود با کلیسای جامع سنت باسیل در پس زمینه.

این بنای یادبود توسط انجمن آزاد دوستداران ادبیات، علم و هنر برای بزرگداشت دویستمین سالگرد آن وقایع طراحی شد. هزینه ساخت آن از محل خدمت سربازی عمومی در نیژنی نووگورود، شهری که مینین و پوژارسکی از آنجا برای نجات مسکو آمده بودند، تأمین شد. با این حال، تزار الکساندر اول تصمیم گرفت که این بنای یادبود به جای نیژنی نووگورود، در میدان سرخ در کنار کرملین مسکو نصب شود. در سال ۱۸۰۸، مجسمه‌ساز مشهور، ایوان مارتوس، در مسابقه بهترین طراحی برنده شد. مارتوس ماکتی را تکمیل کرد که در سال ۱۸۱۳ توسط ملکه ماریا فئودوروونا و آکادمی هنرهای زیبای روسیه تأیید شد. کار ریخته‌گری با استفاده از ۵۰۰ کیلوگرم (۱٬۱۰۰ پوند) مس در سال ۱۸۱۶ در سن پترزبورگ ساخته شد. پایه مجسمه که از سه بلوک عظیم گرانیت از فنلاند ساخته شده بود، نیز در سن پترزبورگ تراشیده شد. انتقال مجسمه و پایه آن به مسکو چالش‌های لجستیکی را به همراه داشت و در زمستان با استفاده از آبراه‌های یخ‌زده انجام شد. با این حال، در پی حمله ناپلئون به روسیه، رونمایی از این بنای یادبود تا سال ۱۸۱۸ امکان‌پذیر نبود.
در جلوی پایه، یک پلاک برنزی قرار دارد که صحنه‌ای از شهروندان میهن‌پرست را نشان می‌دهد که دارایی خود را برای منافع سرزمین مادری فدا می‌کنند. در سمت چپ، تصویری از مجسمه‌ساز مارتوس قرار دارد که دو پسرش را (که یکی از آنها در سال ۱۸۱۳ کشته شد) به خاک می‌سپارد. روی پلاک نوشته شده است: «Граждану Минину и Князю Пожарскому благодарная Россія. ЛѣЂа» یا به انگلیسی «به یاد شهروند مینین و گراند دوک پوژارسکی، در سال ۱۸۱۸ توسط روس‌های سپاسگزار».
در ابتدا، این مجسمه در مرکز میدان سرخ قرار داشت و مینین دستش را به سمت کرملین مسکو دراز کرده بود. با این حال، پس از انقلاب ۱۹۱۷، مقامات کمونیست دریافتند که این بنای یادبود مانع رژه در میدان می‌شود و در مورد تخریب یا انتقال آن به یک موزه سرپوشیده بحث کردند. در سال ۱۹۳۶، مجسمه به کلیسای جامع نزدیک‌تر شد و تا به امروز در آنجا باقی مانده است.
همان‌طور که در ابتدا توسط مجسمه‌ساز مارتوس تصور شده بود، شاهزاده پوژارسکی و مینین کنار هم ایستاده بودند. اما اشراف با این ایده مخالفت کردند. مناسب نبود که افراد از طبقات مختلف در شرایط برابر به تصویر کشیده شوند. مارتوس این ایده را دوباره طراحی کرد. او قهرمانان مقاومت قرن هفدهم را به شخصیت‌های تاریخ باستان تبدیل کرده است. نابرابری با لباس برجسته شده است. شاهزاده نجیب ردا پوشیده و مینین پیراهن و شلوار پوشیده است.
در اولین جشن روز وحدت، ۴ نوامبر ۲۰۰۵، یک کپی تقریباً دقیق از این بنای یادبود توسط زوراب تسرتلی در نیژنی نووگورود نصب شد. این کپی ۵ سانتیمتر (۲٫۰ اینچ) کوتاه‌تر از نسخه اصلی مسکو.
در سال‌های ۲۰۲۱–۲۰۲۲، این بنای تاریخی تحت مرمت گسترده‌ای قرار گرفت که بدون جابجایی یا جابه‌جایی بنای تاریخی انجام شد. این مرمت توسط اداره بین منطقه‌ای علمی و مرمت هنر (MNRHU) و کارگاه مرمت میراث انجام شد. این اقدام توسط ولادیمیر ماشکوف، گریگوری لپس، ایگور اوگولنیکوف، اوکسانا فدورووا، فیوکلا تولستایا و دیگران پشتیبانی شد. بزرگ‌ترین کمک خصوصی توسط ولادیمیر گروزدف انجام شد.